# Tanšan
Masiv Tanšan (kineski: 天山, Tiān Shān, kirgijski: Теңир тоо) prevedeno „Nebeske planine” ili  „Božanske planine” je veliki planinski masiv u centralnoj Aziji koji dijeli Sjeverni od Južnog Turkestana; jedan od najvećih planinskih lanaca na svijetu gdje su planine visina od 700 do 7.439 m. 
Kineski dio Tanšana, poznat kao „Tanšan Xinjianga”, je upisan na UNESCO-ov popis mjesta svjetske baštine u Aziji 2013. godine kao „jedinstveno zemljopisno područje slikovite ljepote sa spektakularnim snježnim vrhovima, ledenjacima, nedirnutim šumama i livadama, bistrim rijekama i jezerima, te dubokim klancima”.
Također, zapadni dio Tanšana, koji pripada Kazahstanu, Kirgistanu i Uzbekistanu, je upisan na UNESCO-ov popis mjesta svjetske baštine u Aziji 2016. godine kao „različiti krajolici iznimno bogate bioraznolikosti”.

## Naziv
Naziv mu potječe od kineskog 天山 (Tiān Shān), što doslovno znači „Nebeske planine”; što je isto značenje i njegova naziva na kirgijskom Теңир тоо (Tengri-Too), kašaškom Хан Тәңірі (Han Tengri), mongolskom Тэнгэр уул (Tenger Uul) i ujgurskom تەڭرى تاغ (Tengri Tah).
Kineski naziv vjerojatno potječe od Hunnu naziva za Nanshan gorje, koje se nalazi 1.500 km prema jugoistoku od Tanšana, a koji je prvi zabilježio Sima Qian u svom djelu Zapisi velikog povjesničara iz 91. pr. Kr., kao naziv za pradomovinu Hunnu naroda Jueži.
Ime gorja Tanu-Ola u južnom Sibiru je nastalo iz tuvanskog naziva Таңды-Уула (Tangdi-Uula), što također znači „Nebeske planine”.

## Zemljopisne odlike
Masiv Tanšan se prostire od istoka prema zapadu gotovo 2.800 km (što ga čini jednim od najduljih planinskih masiva u središnjoj Aziji) preko Kazahstana, Kirgistana (koji je gotovo cijeli na zapadnom dijelu Tanšana) i Kine do Uzbekistana, a širok je od 500 do 300 km, s površinom od 1.036.000 km²
Jugoistočnu granicu Tanšana uokviruje pustinja Taklamakan, a južnu Tarimska zavala, dok se na jugozapadu veže za gorje Pamir (odakle se spušta do pakistanskog Hindukuša), a na sjeveroistoku se veže za mongolski dio gorja Altaj.
Geološki, Tanšan je mlado gorje, dio himalajskog orogenskog pojasa koji je nastao srazom Indijske i Euroazijske ploče u kenozoiku. 
Najviši vrh Tanšana je Vrh Pobjede (kirgiški: Жеңиш чокусу, Džengiš Čokusu) visine 7.439 m, koji je i najviši vrh Kirgistana, na granici s kineskom autonomnom pokrajinom Xinjiang. Na Tanšanu se nalaze i brojnim drugi vrhovi koji prelaze 6.000 m, kao što je Hantengri (7.010 m ) koji pripada Kini, Kirgistanu i Kazahstanu, čiji je i najviši vrh. Prijelaz Torugart (3.752 m) se nalazi između Kazahstana i Xinjianga.
Tanšan ima brojna jezera i izvor je brojnih rijeka kao što su Sir-Darja, Ili i Tarim. 
Sjeverni Tanšan se sastoji od više gorja: Talas Alatau (Uzbekistan, Kirgistan i Kazahstan), Kirgiški Alatau, Kuruktag i Terskej Alatau (Kirgistan), Kungej Alatau (Kirgistan i Kazahstan) i Transili Alatau (Kazahstan).
Između kirgiških gorja Kungej i Terskej, na 1.606 m nadmorske visine, nalazi se veliko slano jezero Issyk-Kul. Još jedna prirodna znamenitost na sjeverozapadu Tanšana je 15 km dug i 500 m dubok klanac rijeke Aksu, koji se nalazi u Kazahstanu, 200 km sjeveroistočno od Taškenta.
- Kirgiški Alatau
- Kungej-Alatau
- Stijena „Sedam bikova”, Isjakulska oblast (Terskej-Alatau, Kirgistan)
- 5.020 m visok Pik Talgar (Transili Alatau, Kazahstan)
- Vrh Hantengri, najviši vrh Kazahstana

### Tanšan Xinjianga
U Kini, Tanšan se sastoji od četiri gorja (Tomur, Kalajun-Kuerdening, Bayinbukuke i Bogda) koja prekrivaju površinu od 606.833 ha. Ova gorja se uzdižu iznad pustinje Taklamakan stvarajući jedinstven vizualni kontrast između toplih (suvih i pustih) i hladnih (vlažnih i bujnih) krajeva. Njihov reljef i ekosustavi su sačuvani od pliocena i predstavljaju izvanredan primjer neprekinutih bioloških, ekoloških i evolucijskih procesa. Tu obitava veliki broj endemskih i reliktnih biljnih vrsta od kojih su mnoge rijetke i ugrožene vrste (kao što je smreka Picea schrenkiana).
- Ledenjak kod 6.627 m visokog vrha Xuelian Feng („Snježni lotus”)
- Jakovi na Tanšanu Xinjianga
- Put preko Tanšana od Yininga do Kuche
- Budističke Kizil špilje (3.-8. st.)
- „Plamteće planine” istočno od Turpana

### Zapadni Tanšan
Zapadni Tanšan se kreće u visini od 700 do 4,503 m. Karakteriziraju ga različiti krajolici koji su dom iznimno bogatoj bioraznolikosti, osobito tipova šuma i jedinstvenih biljnih zajednica. Od globalne je važnosti kao centar podrijetla niza kultiviranih voćnih kultura.
- Klanac Aksu u Nacionalnom rezervatu Aksu-Zabaglji (Kazahstan)
- Vrh Nusultan visine 4.376 m (Kirgistan)
- Nacionalni park Ala Arča (Kirgistan)
- Jezero Sari-Čelek u istoimnom Parku prirode (Kirgistan)
- Čatkalski park prirode (Uzbekistan)

## Vanjske poveznice
|  | Zajednički poslužitelj ima još gradiva o temi Tanšan |

- Tian Shan na Peakbagger.com (engl.)